# David Rosenthal
David Rosenthal je americký hráč na klávesové nástroje, hudební producent a skladatel, nejvíce známý pro spolupráci s Billy Joelem. Hrál také s Bruce Springsteenem, Enrique Iglesias, Robert Palmerem, Steve Vaiem, Rainbow, Cyndi Lauper, Yngwie Malmsteenem a Little Steven. V současné době je členem obnovené skupiny Happy the Man.